# Brickellia californica
Brickellia californica es una especie de planta fanerógama perteneciente a la familia de las asteráceas.

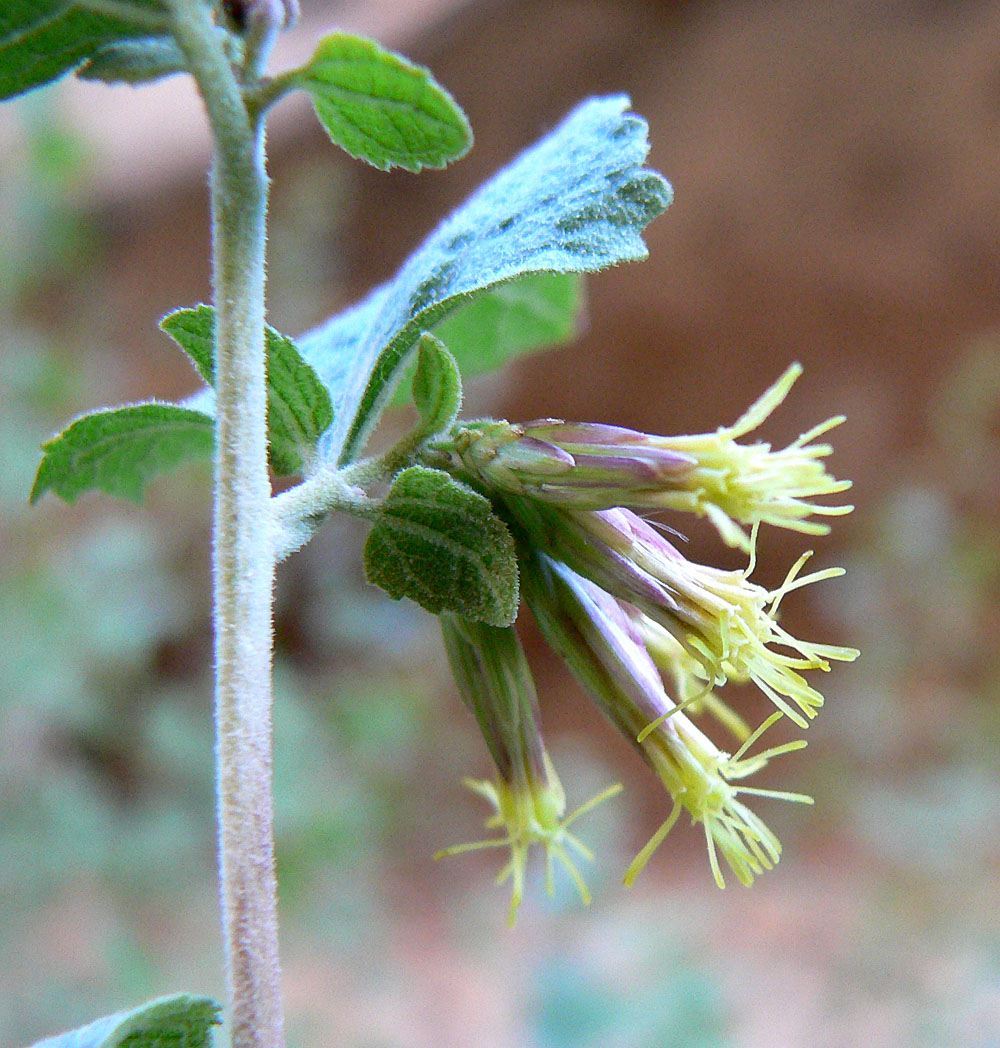
Detalle

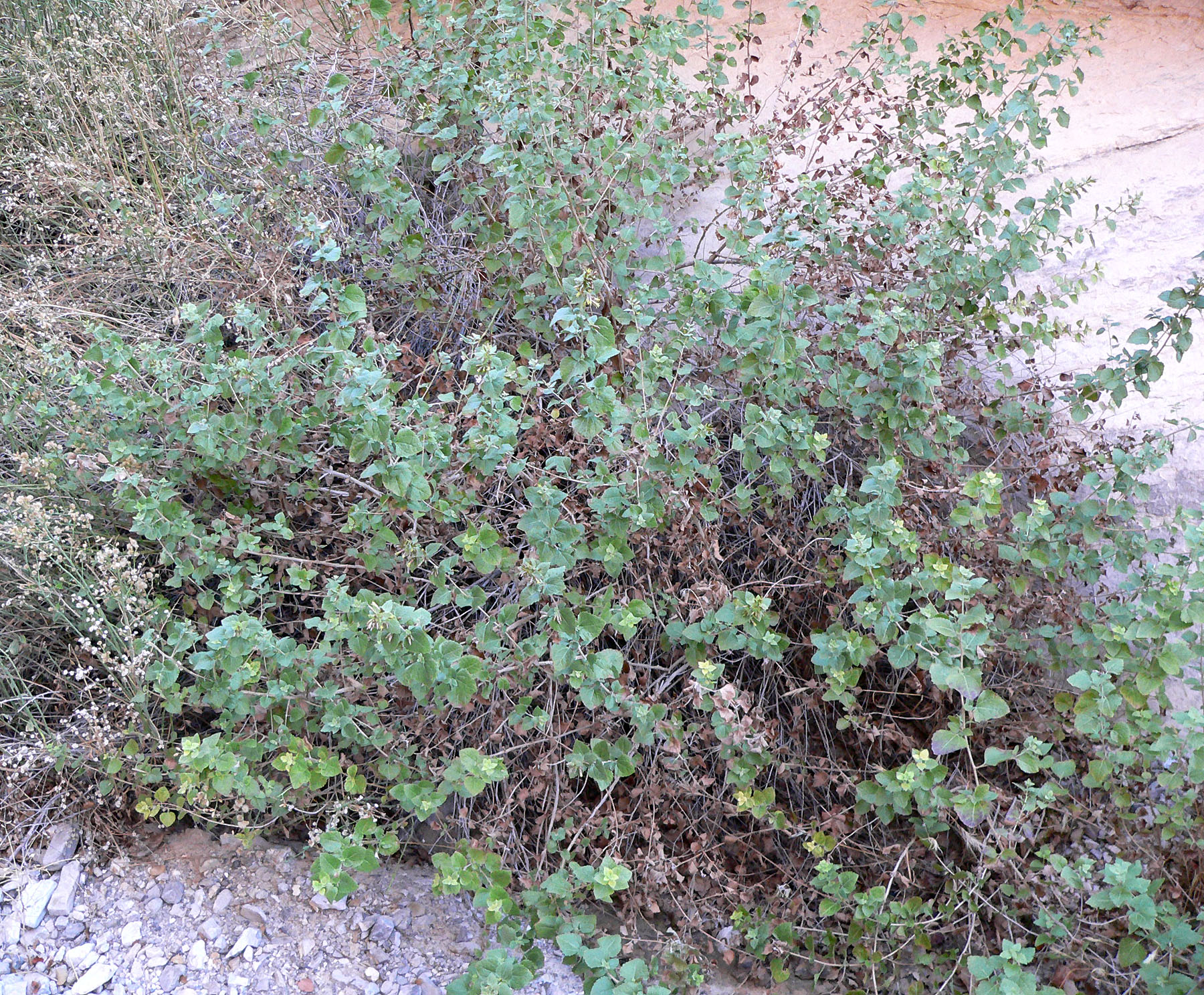
Vista de la planta

## Distribución
Es otiginaria del norte de México (Baja California, Sonora, Chihuahua, Coahuila) y el oeste de los Estados Unidos (de California al norte de Oregón y de Idaho, este hasta el oeste de Texas y Oklahoma. Es una planta común en muchos tipos de hábitat, especialmente en las zonas secas.

## Descripción
Brickellia californica es un arbusto densamente ramificado que alcanza un tamaño de hasta 200 cm de altura. Los difusos, las hojas glandulares son más o menos triangulares con los bordes dentados. Las hojas son de 1-6 centímetros de largo. Las inflorescencias al final de las ramas contienen muchas pequeñas hojas y racimos de estrechas, cilíndricas cabezas de las flores. Cada cabeza es de unos 13 milímetros de largo y envuelto en filarios verdes planos, de color púrpura superpuestos . En la punta de la cabeza una serie de largos floretes del disco de color blanco a rosa. El fruto es un cilíndrico y peludo aquenio de 3 milímetros de largo con un vilano de pelos.

## Taxonomía
Brickellia californica fue descrita por (Torr. & A.Gray) A.Gray y publicado en Memoirs of the American Academy of Arts and Science, new series 4(1): 64. 1849.
Etimología
Brickellia: nombre genérico otorgado en honor del médico y naturalista estadounidense John Brickell (1749-1809).
californica; epíteto geográfico que alude a su localización en California.
Sinonimia
- Brickellia albicaulis (Rydb.) A.Nelson
- Brickellia reniformis A.Gray
- Brickellia tenera A.Gray
- Brickellia wrightii A.Gray
- Brickellia wrightii Durand & Hilg.
- Bulbostylis californica Torr. & A.Gray
- Coleosanthus albicaulis Rydb.
- Coleosanthus axillaris Greene
- Coleosanthus californicus (Torr. & A.Gray) Kuntze
- Coleosanthus melissaefolius Greene
- Coleosanthus melissifolius Greene
- Coleosanthus reniformis (A.Gray) Rydb.
- Coleosanthus tener (A.Gray) Kuntze
- Coleosanthus wrightii (A.Gray) Britton
- Eupatorium axillare (Torr. & A.Gray) Moc. & Sessé ex DC.[7]